# 勞斯群島
67°34′48.0″S 62°57′00.0″E / 67.580000°S 62.950000°E
勞斯群島（英語：Rouse Islands）是南極洲的群島，位於麥克羅伯特森地的霍姆灣東部對開海域，最高點海拔高度28米，該群島在1931年2月13日被探險隊發現，島上無人居住。